# Silic tetrabromide
Silic tetrabromide là một hợp chất vô cơ có thành phần gồm hai nguyên tố silic và brom, với công thức hóa học được quy định là SiBr4. Hợp chất này tồn tại dưới dạng chất lỏng không màu, và có mùi hôi do khuynh hướng thủy phân đi kèm với sự giải phóng hydro bromide. Các tính chất chung của silic tetrabromide rất giống với hợp chất silic tetrachlorrua thường được sử dụng phổ biến.

## Tổng hợp
Silc tetrabromide được tổng hợp bằng phản ứng của silic với hydro bromide ở nhiệt độ 600 °C.
Si + 4 HBr   →   SiBr4  +  2 H2
Các sản phẩm phụ bao gồm dibromosilane (SiH2Br2) và tribromosilane (SiHBr3).
Si + 2 HBr  →   SiH2Br2
Si + 3 HBr  →   SiHBr3 + H2

## Sử dụng
Do có tính chất tương tự với hợp chất silic tetrachlorrua, hợp chất này có rất ít ứng dụng. Sự phân huỷ của SiBr4 có lợi ích là là, lắng đọng silic với tốc độ nhanh hơn so với SiCl4, tuy nhiên SiCl4 thường được ưa dùng hơn do có độ tinh khiết cao.  Sự nhiệt phân của hợp chất này tiếp theo là xử lý với amonia và silic nitride tạo thành lớp phủ, tất cả tạo thành một hợp chất cứng ứng dụng làm làm gốm sứ, vật liệu trám và sản xuất nhiều công cụ cắt.